# غزدر (حومة بم)
غزدر (بالفارسية: گزدر) هي قرية تقع في إيران في منطقة مركزية ريفية. يقدر عدد سكانها بـ 161 نسمة .